# Карнал-Шер-Килли
Карнал-Шер-Килли (англ. Karnal Sher Killi), ранее был известен под названием Наве-Кили — город в Пакистане, находится в провинции Хайбер-Пахтунхва. Население — 18 232 чел. (на 2010 год).

## История
В городе родился известный пакистанский военнослужащий Карнал Шер Хан. Во время Каргильской войны он проявил незаурядное мужество, за что был посмертно удостоен высшей военной награды Пакистана — Нишан-я-Хайдер. После гибели Хана, Наван-Килли переименовали в его честь.

## Население
По результатам переписи 1998 года в городе проживало 17 472 человек.